# Servas International
Servas International ("vi tjener (fred" på esperanto) er en international, almennyttig, ikke-statslig forening, der forsøger at fremme fred gennem sine aktiviteter inden for en vifte af homestays, tilbud om hospitality exchange, muligheder for at møde andre medlemmer ved arrangementer og deltagelse i større internationale begivenheder. Formålet er at det kulturelle og sociale netværk i Servas skal føre mennesker sammen for at skabe grobund for gensidig forståelse, tolerance, respekt og gæstfrihed. Som andre fredsorganisationer søger Servas at fremme verdensfred ved at opmuntre til, at enkeltpersoner lærer mere om hinanden.
Kernen i Servas' aktiviteter er hospitality (gæstfrihed og besøg), hvor værterne byder rejsende indenfor i deres hjem for at øge forståelsen mellem mennesker. Der opkræves ikke betaling for Servasbesøg.

## Historie
Servas blev stiftet som en fredsbevægelse i 1949 af Bob Luitweiler og hans venner efter han havde været på højskole i Danmark og havde rejst i efterkrigstidens Europa.
Siden 1973 har Servas International haft consultative status hos Forenede Nationer (FN).
Organisationen er uafhængig af økonomiske, religiøse eller politiske interesser[kilde mangler] og er baseret på frivilligt, ulønnet arbejde.
Servas betyder "at tjene" i betydningen "at tjene freden" på esperanto. Organisationen blev oprindeligt kaldt "Peacebuilders" (fredsbyggere) og "Open Doors" (åbne døre) og var den første af sin slags i verden.[kilde mangler]